# Alfa Coronae Australis
Alfa Coronae Australis (Meridiana, α CrA) – gwiazda w gwiazdozbiorze Korony Południowej, odległa od Układu Słonecznego o około 125 lat świetlnych.

## Nazwa
Tradycyjna nazwa gwiazdy, Alfecca Meridiana, wywodzi się od nazwy gwiazdy Alphecca z podobnej konstelacji nieba północnego (Korony Północnej), a ta z kolei pochodzi z języka arabskiego. Jej nazwa odnosi się do „pękniętego pierścienia”, jaki tworzą gwiazdy obu Koron. Łaciński dodatek Meridiana oznacza „południowa”. Międzynarodowa Unia Astronomiczna w 2017 roku formalnie zatwierdziła użycie nazwy Meridiana dla określenia tej gwiazdy.

## Charakterystyka
Alfa Coronae Australis to gwiazda ciągu głównego należąca do typu widmowego A. Jej temperatura to około 9100 K, wyższa od temperatury fotosfery Słońca, świeci ona także 31 razy jaśniej od niego. Ma promień równy około 2,3 promieni Słońca oraz około 2,3 raza większą masę. Jest ona mniej więcej w połowie czasu obecności na ciągu głównym, gdy w jądrze gwiazdy zachodzą reakcje syntezy wodoru w hel. W przyszłości zamieni się w olbrzyma, odrzuci otoczkę i zakończy życie jako biały karzeł. Nadwyżka promieniowania podczerwonego dochodząca z tej gwiazdy wskazuje na obecność otaczającego ją dysku pyłowego, podobnie jak w przypadku Wegi.